# Бергман (Арканзас)
Бергман (англ. Bergman) — місто (англ. town) в США, в окрузі Бун штату Арканзас. Населення — 426 осіб (2020).

## Географія
Бергман розташований на висоті 369 метрів над рівнем моря за координатами 36°18′46″ пн. ш. 93°0′40″ зх. д. / 36.31278° пн. ш. 93.01111° зх. д. (36.312786, -93.011221).  За даними Бюро перепису населення США в 2010 році місто мало площу 3,36 км², з яких 3,36 км² — суходіл та 0,00 км² — водойми.

## Демографія
Згідно з переписом 2010 року, у місті мешкало 439 осіб у 169 домогосподарствах у складі 129 родин. Густота населення становила 131 особа/км².  Було 179 помешкань (53/км²). 
Расовий склад населення:
| - 95,4 % — білих - 0,9 % — чорних або афроамериканців - 0,2 % — корінних американців |

До двох чи більше рас належало 2,7 %. Іспаномовні складали 4,1 % від усіх жителів.
За віковим діапазоном населення розподілялося таким чином: 24,6 % — особи молодші 18 років, 59,5 % — особи у віці 18—64 років, 15,9 % — особи у віці 65 років та старші. Медіана віку мешканця становила 39,4 року. На 100 осіб жіночої статі у місті припадало 94,2 чоловіків;  на 100 жінок у віці від 18 років та старших — 98,2 чоловіків також старших 18 років.
Середній дохід на одне домашнє господарство  становив 45 818 доларів США (медіана — 41 339), а середній дохід на одну сім'ю — 49 034 долари (медіана — 45 714). За межею бідності перебувало 11,5 % осіб, у тому числі 11,3 % дітей у віці до 18 років та 9,1 % осіб у віці 65 років та старших.
Цивільне працевлаштоване населення становило 199 осіб. Основні галузі зайнятості: освіта, охорона здоров'я та соціальна допомога — 28,1 %, виробництво — 19,1 %, роздрібна торгівля — 16,1 %, транспорт — 13,6 %.
За даними перепису населення 2000 року в містечкі проживало 407 осіб, 110 сімей, налічувалося 155 домашніх господарств і 169 житлових будинків. Середня густота населення становила близько 120 осіб на один квадратний кілометр. Расовий склад за даними перепису розподілився таким чином: 96,81 % білих, 0,49 % — корінних американців, 0,25 % — азіатів, 0,25 % — вихідців з тихоокеанських островів, 1,72 % — представників змішаних рас, 0,49 % — інших народностей. Іспаномовні склали 0,74 % від усіх мешканців містечка.
З 155 домашніх господарств в 44,5 % — виховували дітей віком до 18 років, 57,4 % представляли собою подружні пари, які спільно проживають, в 9,7 % сімей жінки проживали без чоловіків, 28,4 % не мали сімей. 26,5 % від загального числа сімей на момент перепису жили самостійно, при цьому 11,0 % склали самотні літні люди у віці 65 років та старше. Середній розмір домашнього господарства склав 2,63 осіб, а середній розмір родини — 3,19 осіб.
Населення містечка за віковим діапазоном за даними перепису 2000 року розподілилося таким чином: 31,0 % — жителі молодше 18 років, 8,6 % — між 18 і 24 роками, 31,9 % — від 25 до 44 років, 18,4 % — від 45 до 64 років і 10,1 % — у віці 65 років та старше. Середній вік мешканця склав 33 роки. На кожні 100 жінок припадало 105,6 чоловіків, у віців від 18 років та старше — 100,7 чоловіків також старше 18 років.
Середній дохід на одне домашнє господарство в містечкі склав 31 250 доларів США, а середній дохід на одну сім'ю — 37 708 доларів. При цьому чоловіки мали середній дохід в 27 778 доларів США на рік проти 18 958 доларів середньорічного доходу у жінок. Дохід на душу населення в містечкі склав 13 928 доларів на рік. 7,3 % від усього числа сімей в окрузі і 10,6 % від усієї чисельності населення перебувало на момент перепису населення за межею бідності, при цьому 9,8 % з них були молодші 18 років і 21,4 % — у віці 65 років та старше.